# Areniumion

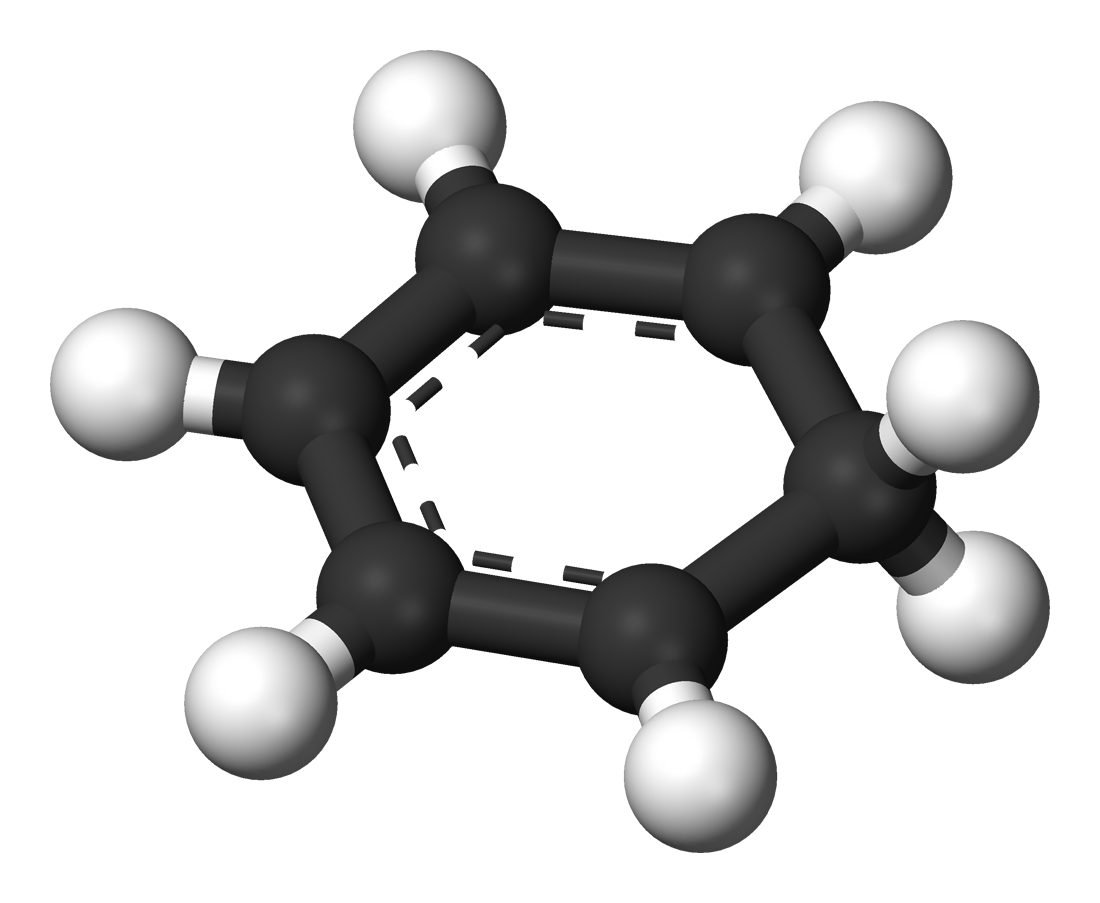
Molecuulmodel van het benzeniumion.

Een areniumion is in de organische chemie het cyclohexadienylkation dat optreedt als reactief intermediair in de elektrofiele aromatische substitutie. In het verleden is dit deeltje ook beschreven als een Wheland complex, sigma-complex of σ-complex.
De bindingen naar de twee waterstof=atomen aan hetzelfde koolstofatoom liggen in een vlak dat loodrecht op het vlak van de koolstofatomen in de ring staat. Het areniumion is niet langer een aromatisch deeltje, hoewel het relatief stabiel is door de delocalisatie van de lading - de positieve lading wordt door het π-systeem vooral verdeeld over drie koolstofatomen zoals in onderstaande figuur is te zien (het rode waterstofatoom is het extra waterstofatoom aan de benzeenring, het blauwe koolstofatoom draagt de lading als de dubbele bindingen liggen zoals ze in de betreffende ring getekend zijn):
Een ander deel van de stabiliteit van het areniumion wordt gevormd door de bindingssterkte van het elektrofiel.
Het kleinste areniumion, het benzeniumion, geprotoneerd benzeen, (C6H7+). Het benzeniumion kan geïsoleerd worden als benzeen geprotoneerd wordt door het carboraan superzuur H(CB11H(CH3)5Br6). Het gevormde benzeniumzout is kristallijn en thermisch stabiel tot 150°C. De bindingslengte in het benzeniumzout, zoals deze met behulp van Röntgendiffractie gemeten kan worden is in overeenstemming met de structuur van cyclohexadienyl-cation.
Er zijn meer methoden om areniumionen te stabiliseren: complexvorming met een metaal,